# Masseret
Masseret (Mas Seren auf Okzitanisch) ist eine französische Gemeinde mit 670 Einwohnern (Stand 1. Januar 2022) im Département Corrèze in der Region Nouvelle-Aquitaine. Die Gemeinde ist Mitglied des Gemeindeverbandes Pays d’Uzerche. Die Einwohner nennen sich Masserétois(es).

## Geografie
Die Gemeinde liegt am Rande des Zentralmassivs und ist neben Salon-la-Tour die Eingangspforte zur Corrèze. Das Zentrum liegt auf einem Hügel, der den Gebirgspass dominiert, der die Passage zwischen dem Haut- und Bas-Limousin erlaubt. Der Fluss Auvézère entspringt auf dem Gemeindegebiet von Masseret. An der östlichen Gemeindegrenze verläuft das Flüsschen Forges.
Tulle, die Präfektur des Départements, liegt ungefähr 40 Kilometer südöstlich, Brive-la-Gaillarde etwa 50 Kilometer südlich und Uzerche rund 14 Kilometer südöstlich.
Nachbargemeinden von Masseret sind La Porcherie im Norden, Lamongerie im Osten, Salon-la-Tour im Süden sowie Benayes im Westen.

## Wappen
Beschreibung: In Rot eine goldene rechte Vierung mit drei (2;1) rotgezungten blauen Löwen. 

## Einwohnerentwicklung
| Jahr      | 1962 | 1968 | 1975 | 1982 | 1990 | 1999 | 2007 |
| Einwohner | 874  | 813  | 742  | 731  | 669  | 608  | 666  |

## Verkehr
Der Ort liegt direkt an der Abfahrt 43 der Autoroute A20. Beim Ortsteil Les Bertranges befindet sich ein Haltepunkt der Bahnstrecke Les Aubrais-Orléans–Montauban-Ville-Bourbon, der im Regionalverkehr mit TER-Zügen bedient wird.

## Sehenswürdigkeiten

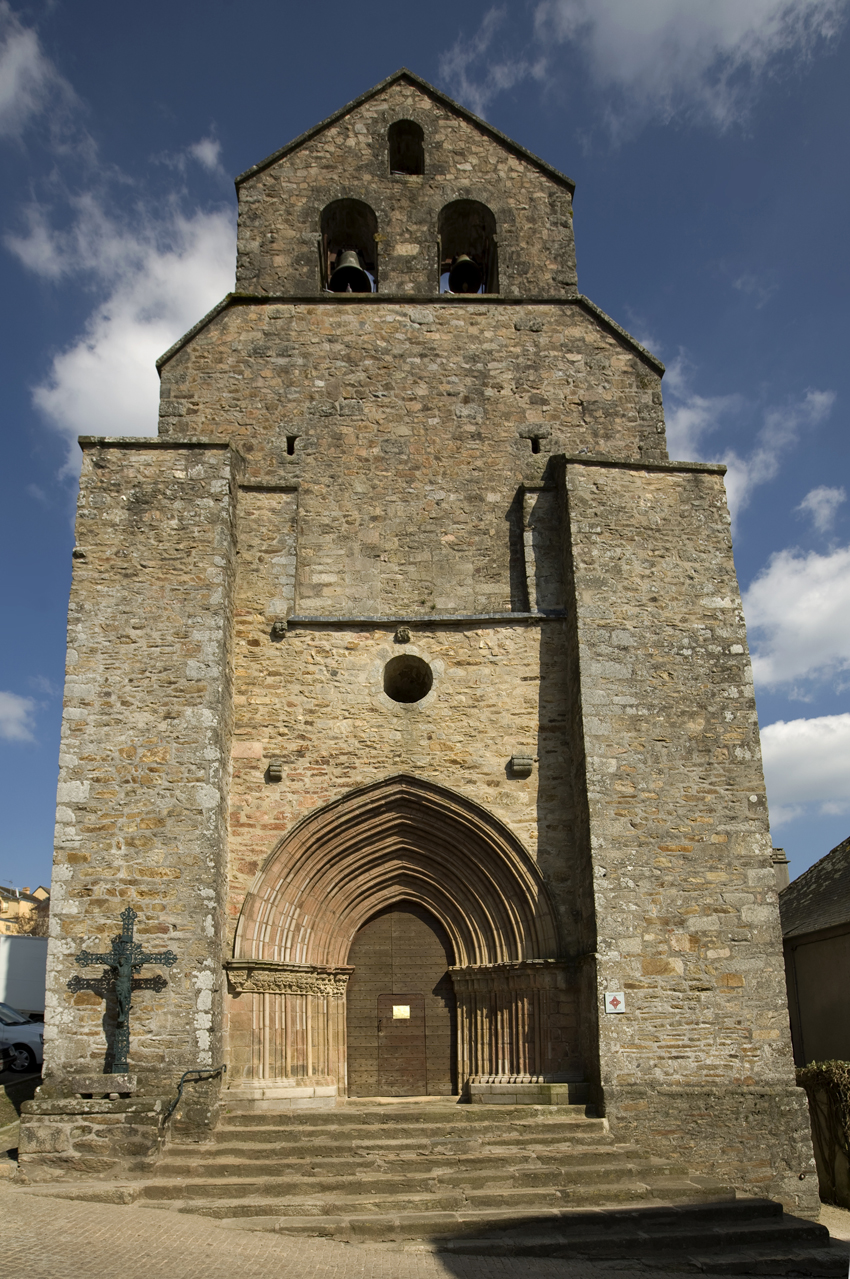
Kirche Sainte-Catherine

- Kirche Sainte-Catherine aus dem 12. Jahrhundert[2][3]
- Château de Rabaud, ein Schloss aus dem 16. Jahrhundert
- Turm von Masseret, ein Aussichtsturm aus dem Jahre 1954 im Stile des Mittelalters[4]

## Persönlichkeiten
- Marcel Champeix (1902–1994), französischer Politiker (PS), Staatssekretär und Senator